# 新田町 (安城市)
新田町（しんでんちょう）は、愛知県安城市の地名。

## 地理
安城市東部に位置する。東は尾崎町・北山崎町・大岡町、西は大東町・弁天町、南は上条町、北は池浦町に接する。

### 学区
市立小・中学校に通う場合、学校等は以下の通りとなる。また、公立高等学校に通う場合の学区は以下の通りとなる。
| 番・番地等 | 小学校                 | 中学校               | 高等学校 |
| --- | ---------------------- | -------------------- | -------- |
| 大山田上・小山（市道大東住吉線以西）・小山西（市道大東住吉線以西）・丼東・弁天前・丸畔                                                     | 安城市立安城中部小学校 | 安城市立安城北中学校 | 三河学区 |
| 池田上・稲恵・追田・・郷西・郷東・小山（市道大東住吉線以東）・小山西（市道大東住吉線以東）新栄・新定・新定山・縦町・出郷・弁天・宮町・吉池 | 安城市立新田小学校     | 安城市立安城北中学校 | 三河学区 |

### 河川
- 松下用悪水[1]
- 追田用悪水[1]
- 柳原用水[1]

## 歴史

### 人口の変遷
国勢調査による人口および世帯数の推移。
| 1995年（平成7年）  | 845世帯 2758人  |  |
| 2000年（平成12年） | 896世帯 2680人  |  |
| 2005年（平成17年） | 1003世帯 2855人 |  |
| 2010年（平成22年） | 988世帯 2833人  |  |
| 2015年（平成27年） | 1083世帯 2990人 |  |
| 2020年（令和2年）  | 1122世帯 3012人 |  |

## 交通
- JR東海道本線[1]
- 名鉄西尾線北安城駅[1]
- 愛知県道鴛鴨安城線[1]
- 明治緑道（愛知県道豊田安城自転車道線）[1]
- 愛知県道豊田安城線[1]
- 愛知県道岡崎半田線[1]
- 市道安城新田線[1]
- 市道安城池浦線[1]

## 施設
- 中部浄水場[1]
- 青少年の家[1]
- 北部給食センター[1]
- 安城市体育館[1]
- 安城市総合運動公園[1]
- 安城市立安城北中学校[1]
- 安城市立新田小学校[1]
- 新田保育園[1]
- 安城青果市場[1]
- 安城市農協新田支店[1]
- 市営新田住宅[1]
- 曹洞宗慈光院[1]
- 市杵島姫神社[1]
- 市政功労者大見為次胸像[1]

### WEB
1. ↑  “愛知県安城市の町丁・字一覧”.   人口統計ラボ. 2023年8月26日閲覧。
2. 1 2  総務省統計局 (2022年2月10日). “令和2年国勢調査の調査結果(e-Stat) - 男女別人口，外国人人口及び世帯数－町丁・字等” (CSV). 2023年8月2日閲覧。
3. ↑  “愛知県安城市の郵便番号一覧”.   日本郵便. 2023年8月26日閲覧。
4. ↑  “市外局番の一覧” (PDF).   総務省 (2022年3月1日). 2022年3月22日閲覧。
5. ↑  安城市役所教育振興部学校教育課学事係 (2022年4月7日). “小中学校区一覧（町別50音順）”.   安城市. 2023年10月9日閲覧。
6. ↑  “平成29年度以降の愛知県公立高等学校（全日制課程）入学者選抜における通学区域並びに群及びグループ分け案について”.   愛知県教育委員会 (2015年2月16日). 2019年1月14日閲覧。
7. ↑  総務省統計局 (2014年3月28日). “平成7年国勢調査の調査結果(e-Stat) - 男女別人口及び世帯数 －町丁・字等” (CSV). 2021年7月20日閲覧。
8. ↑  総務省統計局 (2014年5月30日). “平成12年国勢調査の調査結果(e-Stat) - 男女別人口及び世帯数 －町丁・字等” (CSV). 2021年7月20日閲覧。
9. ↑  総務省統計局 (2014年6月27日). “平成17年国勢調査の調査結果(e-Stat) - 男女別人口及び世帯数 －町丁・字等” (CSV). 2021年7月21日閲覧。
10. ↑  総務省統計局 (2012年1月20日). “平成22年国勢調査の調査結果(e-Stat) - 男女別人口及び世帯数 －町丁・字等” (CSV). 2021年7月21日閲覧。
11. ↑  総務省統計局 (2017年1月27日). “平成27年国勢調査の調査結果(e-Stat) - 男女別人口及び世帯数 －町丁・字等” (CSV). 2021年7月21日閲覧。

### 書籍
1. 1 2 3 4 5 6 7 8 9 10 11 12 13 14 15 16 17 18 19 20 21 22 23 24 25 26 27  「角川日本地名大辞典」編纂委員会 1989, p. 1566.